# Dictyna siniloanensis
Dictyna siniloanensis là một loài nhện trong họ Dictynidae.
Loài này thuộc chi Dictyna. Dictyna siniloanensis được Alberto Barrion & James A. Litsinger miêu tả năm 1995.